# 张天宝
张天宝（？—），男，汉族，中华人民共和国政治人物，中国人民解放军少将，现任中国共产党第二十届中央纪律检查委员会委员，中国人民解放军国防大学政治工作部主任。